# Лангија
Лангија је у грчкој митологији била нимфа.

## Митологија
Била је најада са извора у граду Немеји на Аргосу. Поистовећена је са нимфом Немејом и највероватније кћерка речног бога Асопа. Њен извор једини није пресушио када је Дионис послао сушу на Аргос, али је по вољи богова свој извор чувала у тајности. Архемор јој је донео тужне вести да нимфа није поштована, али је она свеједно, поштовала вољу богова. Заслужену славу је ипак добила као божанство приликом успостављања Немејских игара. Њене воде су, наиме, ипак спасиле Аргос.

## Биологија
Латинско име ове личности (Langia) је назив рода у оквиру групе лептира.